# 都丸尚史
都丸 尚史（とまる なおふみ、1969年（昭和44年）10月9日 - ）は漫画編集者。広島県出身。広島学院高等学校、東京大学文学部卒。週刊少年マガジン編集部、週刊モーニング編集部副編集長を経て、2012年よりプロジェクト・アマテラス次長。MMR マガジンミステリー調査班のトマル隊員のモデルになった人物。文星芸術大学非常勤講師。
代表的な担当作に『金田一少年の事件簿』、『中華一番!』、『社長島耕作』、『デラシネマ』、『哲也』などがある。